# Декларация о государственном суверенитете Эстонской ССР

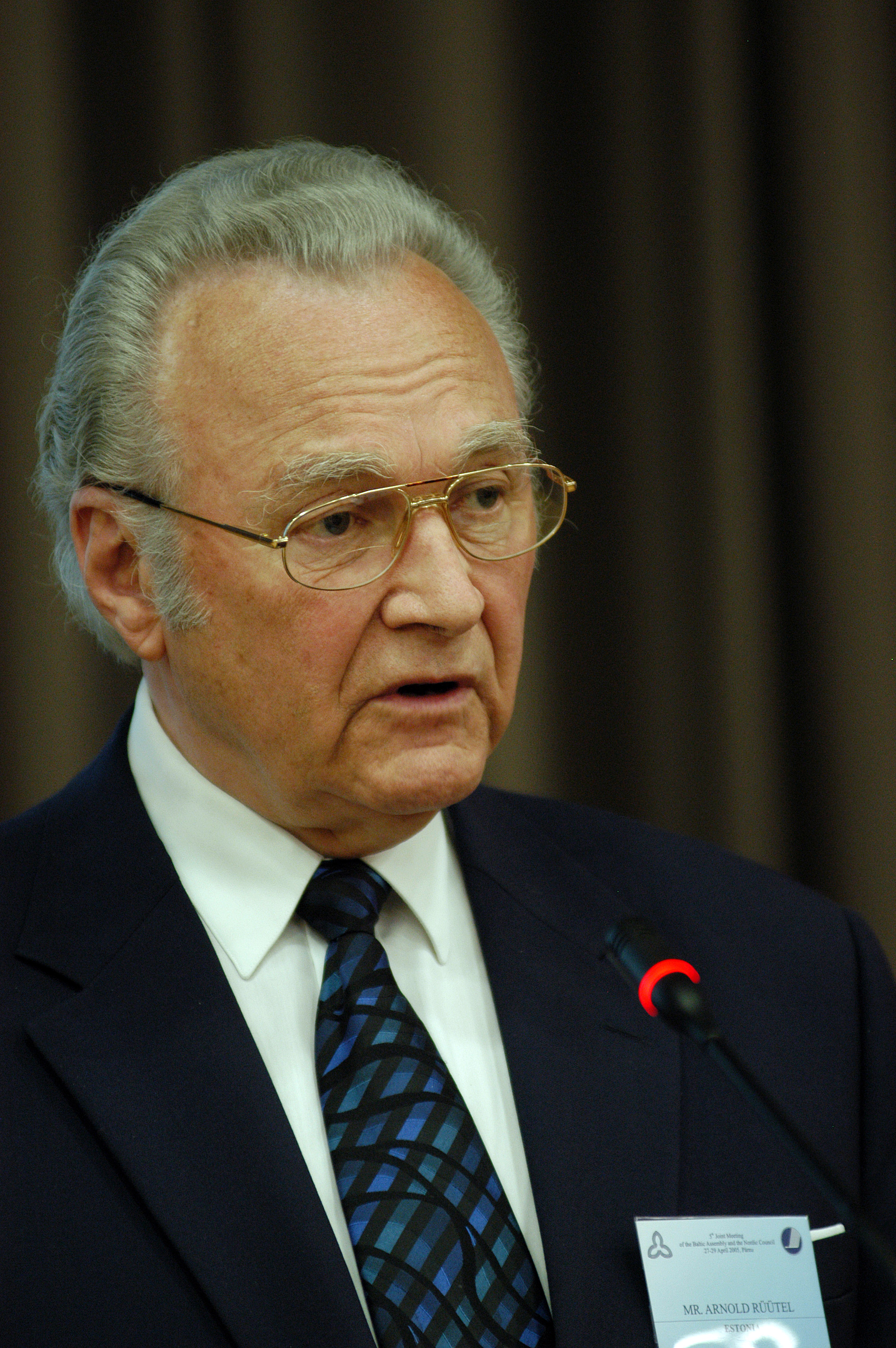
Арнольд Рюйтель сыграл ключевую роль в подготовке Декларации и подписал её

Декларация о государственном суверенитете Эстонской ССР (эст. Deklaratsioon Eesti NSV suveräänsusest) была принята 16 ноября 1988 года Верховным Советом Эстонской ССР во время Поющей революции в прибалтийских республиках. Декларация устанавливала суверенитет и верховенство эстонских законов над законами Советского Союза. Парламент Эстонии также претендовал на природные ресурсы республики: земли, внутренние воды, леса, полезные ископаемые и средства промышленного производства, сельское хозяйство, строительство, государственные банки, транспорт, коммунальные услуги и т. д. на территории в пределах границ Эстонии. Декларация о государственном суверенитете Эстонии стала первой на «Параде суверенитетов». 16 ноября теперь ежегодно отмечается в Эстонии как «День возрождения» (эст. Taassünni päev).

## Обзор
Эстония получила независимость как следствие Первой мировой войны и войны за независимость (1918—1920). В 1940 году, согласно секретному дополнительному протоколу к Пакту Молотова — Риббентропа от августа 1939 года, Эстония была присоединена к СССР.
В 1980-х годах была объявлена политика перестройки и гласности, а политические репрессии в СССР прекратились. 8 мая 1990 года Верховный Совет Эстонской ССР принял закон о восстановлении действия Конституции независимой Эстонской Республики 1938 года.В результате Августовского путча 20 августа 1991 года Эстония подтвердила свою независимость. 6 сентября 1991 года СССР признал независимость Эстонии и страна вошла в состав ООН 17 сентября.
31 августа 1994 года, после трех лет переговоров, вооружённые силы России покинули территории страны. Российская Федерация официально прекратила свое военное присутствие в Эстонии, когда отказалась от контроля над ядерным реактором в Палдиски в сентябре 1995 года. Эстония присоединилась к Европейскому союзу в 2004 году, после того как стала членом НАТО.

## Концепция восстановления независимости
Инициаторами процесса восстановления независимости балтийских стран были доктора международного права, балтийские немцы: профессор Кильского университета Дитрих Андрей Лёбер и директор Института Германии и Восточной Европы в Геттингене Борис Мейснер. Последний выдвинул концепцию оккупации балтийских стран и научно обосновал её непризнание при канцлере ФРГ Аденауэре, когда в МИДе возглавлял отдел СССР. Немецкие профессора внушали своим балтийским коллегам идею непрерывности существования балтийских республик, суверенитет которых всего лишь следует восстановить. Эта идея и нашла свое воплощение в соответствующих документах Верховных Советов Эстонии, Латвии и Литвы, принятых ещё в момент существования этих стран как республик СССР. Поскольку формально эти декларации противоречили Союзному договору, их принимали с оговорками о переходном периоде, в течение которого надлежало сформировать процедуру выхода из СССР де юре и де факто.